# Анадолски университет
Анадолският университет (на турски: Anadolu Üniversitesi) е обществен университет в град Ескишехир, Турция.
Създаден е през 1982 година с обединяването на четири висши училища, най-старо сред които е основаната през 1958 година Академия за стопански и търговски науки.

## Известни възпитаници
- Нургюл Йешилчай
- Пелин Карахан